# Мирманов, Мухтар
Мухтар Мирманов (каз. Мұхтар Мейірманов; 1901, пос. Конуркудук Джанголинского района Уральской области (теперь Жангалинского района) Западно-Казахстанской области Казахстана) — 1976) — казахский советский общественный и хозяйственный деятель, Герой Социалистического Труда (1948).

## Биография
В 1920 году молодой казах М. Мирманов начал работать исполнителем, затем председателем исполкома аульного Совета депутатов трудящихся, затем был назначен председателем Джангалинского районного Совета народных депутатов.
В 1933—1939 годах — председатель правления колхоза «Победа». Затем направлен на учёбу в Уральський сельскохозяйственный техникум и после его окончания в 1941 году снова возглавил тот же колхоз. За короткий срок Мирманов сумел поднять хозяйство отстающего колхоза.
Организовал отправку на фронт теплой одежды и продовольствия, выступил инициатором активной подписки на военные займы, внес 100 000 рублей личных сбережений на постройку боевого самолета. Его примеру последовали все члены колхоза.
К концу войны колхоз под руководством М. Мирманова значительно окреп, улучшилось его экономическое положение, открылись возможности для нового большого подъема общественного хозяйства. Эти заслуги Мирманова были отмечены орденом Трудового Красного Знамени.
С 1948 года он работал председателем Фурмановского районного исполнительного комитета, а в 1951—1962 годах — председателем колхоза «Бирлик».
За крупные успехи в развитии общественного животноводства Указом Президиума Верховного Совета СССР от 23 июля 1948 года Мухтар Мирманов был удостоен звания Героя Социалистического Труда.
Был дружен с писателем М. Шолоховым, не раз принимал его у себя в гостях.
С 1962 года — персональный пенсионер. Почëтный гражданин города Жангала.

## Награды
- Герой Социалистического Труда — указом Президиума Верховного Совета СССР от 23 июля 1948 года;
- Орден Ленина (1948);
- Орден Трудового Красного Знамени.